# Hans Christian Petersen (Politiker)
Hans Christian Petersen (* 11. August 1793 in Kristiansand; † 26. September 1862 in Christiania) war ein norwegischer Jurist, Beamter und Politiker. Von 1858 bis 1861 war er Regierungschef von Norwegen.

## Leben
Petersens Eltern waren der Stadtphysikus Claus Peter Petersen (1762–1823) und dessen Ehefrau Christine Wilhelmine Lakier (1768–1817). Er wuchs in Kristiansand auf und ging dort in die Lateinschule. 1810 begann er, in Kopenhagen Jura zu studieren. Am 14. Januar 1814 legte er das theoretische juristische Examen ab, am gleichen Tag, an dem der Kieler Frieden geschlossen wurde. Er wollte unverzüglich nach Norwegen zurückkehren, um an dem Kampf um Selbständigkeit teilzunehmen. Aber die Blockade hinderte die Heimkehr. So fuhr er mit einigen Frauen mit dem Ruderboot an die schwedische Küste, von wo er als Fuhrmann verkleidet nach Christiania weiterreiste. Eine der Begleiterinnen wurde später seine Frau.
Im April 1814 wurde er Stadtvogt in Kragerø, im gleichen Jahr leitete er das Seekriegskommissariat und im September des gleichen Jahres wurde er Protokollsekretär am neu errichteten Obersten Gerichtshof.
1817 erfolgte seine Zulassung als Advokat am Obersten Gerichtshof und er leitete bis 1817 eine lukrative Kanzlei.
Ab 1821 war er Verteidiger am Reichsgericht. Dort verteidigte er unter anderem Staatsrat Thomas Fasting (1821, Ämterhäufung als Staatsrat und Marinekommandeur), Jonas Collett (1827, verfassungswidrige Anweisungen als Finanzminister) sowie Staatsminister Severin Løvenskiold (1836, Gegenzeichnung des Dekrets von König Karl Johans zur Auflösung des Stortings ohne Rückfrage in Christiania); den letzten Prozess verlor er. Petersen war sehr redegewandt, wohl auf Grund seiner Erfahrung als Schauspieler in Det dramatiske Selskap bis 1827. Auch bei der ersten Doktordisputation an der Universität Christiania 1817 war er durch seine gewandte lateinische Ausdrucksweise aufgefallen. Von 1830 bis 1834 wurde er zum Regierungsadvokat ernannt, legte das Amt wegen Uneinigkeit über sein Gehalt jedoch nieder und berechnete bis 1837 seine Voten für die Regierung einzeln. 1836 wurde ihm ein Staatsratsposten angeboten, was er aber ablehnte. Stattdessen wurde er 1837 Stiftsamtmann in Christiania. Zwei Jahre später trat er doch in die Regierung ein und wurde Chef des Marinedepartements. Von 1840 bis 1841 und erneut von 1843 bis 1844 übte er sein Amt in der Staatsratsabteilung in Stockholm aus. Von 1845 bis 1847 war er Chef des Justizdepartements. Danach wechselte er häufig die Departements und war letztlich von 1859 bis 1861 Chef des Revisionsdepartements. Von 1858 bis 1861 leitete er die norwegische Regierung, allerdings ohne den Titel „Staatsminister“, der für diese Position erst 1873 eingeführt wurde. Er legte dieses Amt nieder, nachdem der König seinen Unwillen über seine Haltung im Streit um das schwedisch-norwegische Unionskomitee verlautbart hatte.
Petersen war Begründer der Zeitschrift Norsk Retstidende, die schnell zum unentbehrlichen Hilfsmittel für Juristen wurde.
Er war ab 1846 Mitglied von „Det Kongelige Norske Videnskabers Selskab“.

## Familie
Er heiratete am 27. Mai 1816 in Christiania Kirstine Marie Thrane (* 12. Juli 1796; † 5. Februar 1876). Sie war die Tochter des Kaufmanns und Stadthauptmanns Paul Thrane (1753–1830) und dessen Frau Judith Abigael Clausen (1775–1833).

## Regierungsämter
| Amt                            | Zeitraum                |
| ------------------------------ | ----------------------- |
| Marinedepartement              | 17.10.1839 – 31.05.1840 |
| Staatsratsabteilung Stockholm  | 01.06.1840 – 31.05.1841 |
| Marinedepartement              | 01.06.1841 – 31.08.1843 |
| Staatsratsabteilung Stockholm  | 01.09.1843 – 31.08.1844 |
| Marinedepartement              | 01.09.1844 – 21.03.1845 |
| Justiz- und Polizeidepartement | 01.04.1845 – 30.06.1847 |
| Staatsratsabteilung Stockholm  | 01.07.1847 – 30.06.1848 |
| Innendepartement               | 01.07.1848 – 30.06.1849 |
| Staatsratsabteilung Stockholm  | 01.07.1849 – 31.08.1850 |
| Justiz- und Polizeidepartement | 01.09.1850 – 31.08.1851 |
| Armeedepartement               | 01.09.1851 – 14.07.1852 |
| Marinedepartement              | 01.09.1852 – 29.10.1852 |
| Armeedepartement               | 01.10.1852 – 10.10.1852 |
| Marinedepartement              | 12.04.1853 – 31.05.1853 |
| Justiz- und Polizeidepartement | 01.06.1853 – 31.08.1853 |
| Staatsratsabteilung Stockholm  | 01.09.1853 – 30.06.1854 |
| Justiz- und Polizeidepartement | 01.07.1854 – 31.08.1855 |
| Staatsratsabteilung Stockholm  | 01.09.1855 – 31.08.1856 |
| Armeedepartement               | 01.09.1856 – 10.09.1857 |
| Marinedepartement              | 14.09.1857 – 30.09.1857 |
| Armeedepartement               | 03.10.1857 – 27.10.1857 |
| Marinedepartement              | 15.10.1857 – 31.08.1858 |
| Justiz- und Polizeidepartement | 01.09.1858 – 30.06.1859 |
| Erster Staatsrat               | 04.12.1858 – 11.12.1861 |
| Marinedepartement              | 28.05.1859 – 24.07.1860 |
| Revisionsdepartement           | 01.07.1859 – 11.12.1861 |